# ناصر کمالیان
 ناصر کمالیان (زاده ۱۳۱۰) پزشک ایرانی است که از او به عنوان پدر علم آسیب‌شناسی عصبی ایران نام برده می‌شود. او در حدود ۶۰ مقاله علمی مهم در نشریات و ژورنال‌های ایرانی و بین‌المللی به چاپ رسانده و به مدت ۴۰ سال در دانشگاه تهران فعالیت کرده است.  کمالیان استاد پیشکسوت رشته پاتولوژی دانشگاه علوم پزشکی تهران و مؤسس اغلب بخشهای پاتولوژی دانشگاه‌های علوم پزشکی کشور، در سال ۱۳۱۰ در شهر قم بدنیا آمد. ایشان دوره تخصص پاتوبیولوژی را از دانشگاه تهران و دوره‌های انترنی و رزیدنتی را در بیمارستان مموریال موریستون نیوجرسی گذراند.  کمالیان در شهریور ۱۳۸۰ بعد از ۴۰ سال خدمت آموزشی، درمانی و پژوهشی در دانشگاه علوم پزشکی تهران به افتخار بازنشستگی نائل آمد. پدر  کمالیان بنگاه دار مسافرتی معتبر بود که در حمل ونقل بین شهری فعالیت می‌کرده است. مادرش خانه‌دار و دارای هنر خیاطی منحصر به فردی بوده است که به گفته استاد حق زیادی به گردن بچه‌هایش دارد.

## تحصیلات و سمت‌ها
استاد ناصر کمالیان مدرک دکتری خود را در سال ۱۳۳۷ از دانشگاه تهران دریافت کرد و در سال ۱۳۴۳ دوره دستیاری آسیب‌شناسی تشریحی را در همان دانشگاه به پایان رساند. تا سال ۱۳۴۷ در دانشگاه ماند و به عنوان مدرس در رشته تشریح خدمت کرد و سپس به دانشگاه ویسکانسین، ایالات متحده، از ۱۳۴۸–۱۳۵۳، رفت. جایی که او بورد تخصصی خود را در پاتولوژی تشریحی و بورد فوق تخصصی خود را در آسیب‌شناسی عصبی به دست آورد. وی از سال ۱۳۵۳ تاکنون استاد تمام پاتولوژی دانشگاه تهران بوده است.
وی در کنار فعالیت علمی، سمت‌های مهمی را بر عهده داشته است از جمله: مؤسس و رئیس بخش آسیب‌شناسی بیمارستان شریعتی، رئیس دانشگاه علوم پزشکی تهران (دانشگاه علوم پزشکی تهران)، مدیر گروه آسیب‌شناسی دانشگاه علوم پزشکی تهران، عضو شورای عالی سازمان انتقال خون ایران و رئیس بیمارستان شریعتی تهران.

## کتابها و مقالات
کمالیان اولین مترجم «مبنای پاتولوژیک بیماری‌های رابین» به فارسی است. او سه کتاب درسی اصلی فارسی را در زمینه آسیب‌شناسی ویراستاری کرده و پنج کتاب راهنما برای دستیاران و دانشجویان پزشکی نوشته است. وی دارای ۴۳ مقاله در مجلات پزشکی فارسی و دارای ۲۰ مقاله در نشریات بین‌المللی فهرست شده در پاپ مد است.

### کتابهای منتخب
- کمالیان ن، عباسیون ک، امیرجمشیدی ع، شمس شهرآبادی م. پاراگانگلیوما از تصویر ترمینال داخلی. گزارش یک مورد و بررسی ادبیات. جی نورول. اکتبر ۱۹۸۷; ۲۳5 (1): ۵۶–۹. مرور. PMID 3323422
- کمالیان ن، غفورزاده د. کارسینوم سلول سنگفرشی دهانه رحم با امتداد در محل به داخل آندومتر. Int J Gynaecol Obstet. 1977; 15 (3): 267-9. PMID 611034
- کمالیان ن، کیسی RE، زوراین جنرال موتورز. دمیلیناسیون جانبی هیپوتالاموس و کاشکسی در مورد مولتیپل اسکلروزیس «بدخیم». عصب‌شناسی. ژانویه 1975; 25 (1): 25-30. PMID 803304
- کمالیان ن، ترویر دبلیو جی جونیور موردی از بیماری روماتیسمی قلبی ترکیبی، آئورتیت سیفلیس، و سلیکو سل. Wis Med J. 1974 Jan; 73 (1): S3-6. PMID 4812546
- کمالیان ن، دادلی AW جونیور، بروخیم اف. بیماری ولمن همراه با زردی و خونریزی زیر عنکبوتیه. جی دیس چیلد هستم. نوامبر 1973; 126 (5): 671-5. PMID 4745160

## لینک به بیرون
- Naser Kamalian profile